# Futaleufú
Futaleufú é uma comuna chilena, localizada na Província de Palena, Região de Los Lagos.
Desde março de 2009 é a capital da Província de Palena.
A comuna deve o nome a seu principal rio (o rio Futaleufú) que em mapudungun significa Rio Grande, o qual é conhecido por ser um dos mais espetaculares do mundo, combinando a violência do Rio Colorado, as águas azul-turquesa do caribe e as paisagens dos bosques temperados dos Estados Unidos e do Canadá.
A comuna limita-se a nordeste e a sudeste com a Argentina, a sudoeste com Palena e a oeste com Chaitén.
Integra junto com as comunas de Quellón, Ancud, Quemchi, Dalcahue, Curaco de Vélez, Quinchao, Puqueldón, Chonchi, Queilén, Chaitén, Hualaihué, Palena e Castro o Distrito Eleitoral N° 58 e pertence à 17ª Circunscrição Senatorial (Los Lagos sur)